# Dactylocardamum imbricatifolium
Dactylocardamum imbricatifolium är en korsblommig växtart som beskrevs av Al-shehbaz. Dactylocardamum imbricatifolium ingår i släktet Dactylocardamum, och familjen korsblommiga växter. Inga underarter finns listade i Catalogue of Life.